# 4362 Carlisle
4362 Carlisle este un asteroid din centura principală, descoperit pe 1 august 1978 de Perth Obs..